# Mart (Texas)
Mart es una ciudad ubicada en el condado de McLennan en el estado estadounidense de Texas. En el Censo de 2010 tenía una población de 2.209 habitantes y una densidad poblacional de 647,61 personas por km².

## Geografía
Mart se encuentra ubicada en las coordenadas 31°32′32″N 96°49′45″O / 31.54222, -96.82917. Según la Oficina del Censo de los Estados Unidos, Mart tiene una superficie total de 3.41 km², de la cual 3.41 km² corresponden a tierra firme y (0%) 0 km² es agua.

## Demografía
Según el censo de 2010, había 2.209 personas residiendo en Mart. La densidad de población era de 647,61 hab./km². De los 2.209 habitantes, Mart estaba compuesto por el 64.64% blancos, el 28.56% eran afroamericanos, el 0.86% eran amerindios, el 0.27% eran asiáticos, el 0% eran isleños del Pacífico, el 4.35% eran de otras razas y el 1.31% pertenecían a dos o más razas. Del total de la población, el 12.77% eran hispanos o latinos de cualquier raza.